# Баринов, Алексей Викторович
Алексе́й Ви́кторович Ба́ринов — российский инженер, глава администрации Ненецкого автономного округа с 6 февраля 2005 года по 21 июля 2006 года.

## Биография
Родился 30 декабря 1951 в посёлке Табошар Таджикской ССР. В 1974 окончил Тюменский индустриальный институт, в 1987 — Московский институт нефтехимической и газовой промышленности им. И. М. Губкина.
Трудовую деятельность начал в Тюменской области. Работал в должностях от оператора треста «Оргнефтехимзаводы» до главного инженера нефтегазодобывающего управления «Фёдоровскнефть», был начальником НГДУ «Повхнефть» ПО «Когалымнефтегаз». В 1992—1994 — начальник управления по организации и деятельности совместных предприятий ПО «Когалымнефтегаз».
В 1995—1998 — генеральный директор ЗАО «Лукойл-АИК».
В 1998—1999 — член правления ООО «Компания „Полярное сияние“». С 1998 года — заместитель генерального директора по добыче нефти и газа ОАО «Архангельскгеолдобыча», в том же году назначен генеральным директором ОАО (был в этой должности до 2000 года)
С 1998 года — председатель совета директоров ЗАО «Арктикнефть».
С 1999 года — член советов директоров ОАО «Мурманское морское пароходство», ЗАО «Росшельф», ЗАО «Халлибуртон», а также член правления ЗАО «Варандейнефтегаз».
Награждён орденом «Знак Почёта», медалью «За освоение недр и развитие нефтегазового комплекса Западной Сибири». Заслуженный работник нефтяной и газовой промышленности Российской Федерации.
Женат, имеет двух дочерей и сына.

## Политическая деятельность
18 июня 2000 года, будучи генеральным директором ОАО «Архангельскгеолдобыча», избран депутатом Архангельского областного Собрания от города Северодвинска. Досрочно сложил с себя полномочия депутата Собрания в связи с уходом в аппарат полпредства по Северо-Западному федеральному округу. С апреля 2003 года по август 2004 года — федеральный инспектор по Ненецкому автономному округу.
6 февраля 2005 года в ходе второго тура выборов избран Главой администрации Ненецкого автономного округа (до 2012 года был последним из выбранных, а не назначенных глав субъектов федерации).
С декабря 2005 года — член Правительственной комиссии по вопросам топливно-энергетического комплекса и воспроизводства минерально-сырьевой базы.

## Уголовное дело
23 мая 2006 года был арестован. В отношении него было возбуждено уголовное дело по ч. 4 ст. 159 УК РФ (мошенничество, совершенное организованной группой или в особо крупном размере).
Указом Президента РФ от 21 июля 2006 года отрешён от должности главы администрации Ненецкого автономного округа в связи с утратой доверия, за ненадлежащее исполнение своих обязанностей. Это вторая отставка главы субъекта федерации с такой формулировкой (первым был отрешен от должности губернатор Корякского автономного округа Владимир Логинов в марте 2005 года).
6 сентября 2007 года Октябрьским судом г. Архангельска был оправдан по всем пунктам обвинения кроме 1 пункта — приватизации подаренной ему «Лукойлом» квартиры в Архангельске, за что был осужден к 3 годам лишения свободы условно. На данный момент[уточнить] судимость полностью погашена.

## Награды и почётные звания
- Орден «Знак Почёта»[1][5]
- Медаль «За освоение недр и развитие нефтегазового комплекса Западной Сибири»[1][5]
- Заслуженный работник нефтяной и газовой промышленности Российской Федерации.[1][5]